# مصطفى فوزي سرحان
مصطفى فوزي سرحان قالب:تركي، من مواليد 1876، وتوفي بتاريخ 19 سبتمبر 1933، هو سياسي وخبير قانون تركي.
درس القانون، وشغل منصب مدرس مساعد للقانون في كلية الحقوق، وعمل مدرساً ومستشار قانوني لوزارة المالية، وعمل في المديرية العامة لمدينة إسطنبول.